# دهقان‌آباد (سبزوار)
دهقان‌آباد (سبزوار)، روستایی از توابع بخش مرکزی شهرستان سبزوار در استان خراسان رضوی ایران است.

## جمعیت
این روستا در دهستان قصبه غربی قرار دارد و براساس سرشماری مرکز آمار ایران در سال ۱۳۸۵، جمعیت آن زیر سه خانوار بوده‌است.